# Brandwerendheid
Brandwerendheid is een maat voor de tijd die een constructie (bijvoorbeeld een wand, deur of glasvlak) heeft voor dat deze bezwijkt bij brand en/of de brand van de ene constructiezijde zich uitbreidt naar de andere constructiezijde. Er bestaan twee typen van brandwerendheid, namelijk enerzijds brandwerendheid tegen bezwijken van een constructie en anderzijds brandwerendheid tegen branduitbreiding van brand aan een constructiezijde naar de andere zijde.
Een constructie met een brandwerendheid tegen branduitbreiding moet ook voldoende brandwerend zijn tegen bezwijken, want bij het bezwijken van de constructie zal de brand de andere zijde bereiken. Bepaalde constructiedelen moeten wel verplicht een bepaalde brandwerendheid tegen bezwijken hebben, terwijl dezelfde constructiedelen geen brandwerendheid tegen branduitbreiding hoeven te hebben. Een voorbeeld is een vloer tussen twee brandcompartimenten die wordt gedragen door stalen liggers en stalen kolommen. De vloer moet een brandwerendheid tegen bezwijken hebben en tegelijkertijd ook brandwerend tegen branddoorslag zijn. De stalen liggers en kolommen hoeven alleen te voldoen aan een bepaalde brandwerendheid tegen bezwijken. Want als de liggers en kolommen bezwijken dan bezwijkt ook de brandscheiding (de vloer). Zulke liggers en kolommen worden vaak voorzien van brandwerend plaatmateriaal of brandwerende coating.

## Bepaling van brandwerendheid
De brandwerendheid wordt voornamelijk bepaald met behulp van brandproeven in laboratoria.
De brandwerendheid van sommige constructiedelen kan ook worden berekend met behulp van constructieve normen, zoals de Eurocodes.

### Opzet van brandproef
De brandwerendheid wordt in de Europese Unie bepaald aan de hand van een brandproef volgens de normserie EN 13501. Het resultaat van een proef volgens een Europese norm is ook in andere Europese landen geldig. Voor een brandwerendheidsproef zijn in de meeste Europese landen slechts enkele onafhankelijke laboratoria gecertificeerd. Verder hebben diverse fabrikanten een eigen oven voor productontwikkeling. Als een constructie volgens de Europese normen onafhankelijk is beproefd, wordt een Europese classificatie opgesteld door een Notified Body. In Nederland zijn dit de bedrijven Efectis en Peutz.
Bij een brandproef wordt de constructie aan een zijde voor een oven geplaatst. In de oven wordt de temperatuur volgens een voorgeschreven temperatuurverloop (meestal de 'standaardbrandkromme') verhoogd, in een uur tot ongeveer 950°C. Aan de niet-verhitte zijde worden temperatuursensoren en een stralingsmeter geplaatst. De brandwerendheid is het aantal minuten dat de constructie aan de eisen blijft voldoen, waarbij afgerond wordt naar beneden op 0, 15, 20, 30, 60, 90, 120 of 180 minuten. Er worden aan verschillende eisen getoetst gedurende de brandproef. Deze eisen zijn onderverdeeld in vijf testcriteria.

### Testcriteria
Er zijn vijf criteria opgesteld in de norm EN 13501-2. De criteria worden aangeduid met de letters R, E, W en I. Bij het testrapport van een constructie wordt het aantal minuten brandwerendheid per criterium genoemd. Een 60 minuten brandwerende deur krijgt dan bijvoorbeeld de classificatie EW60.
- Er wordt niet meer voldaan aan het criterium op het gebied van bezwijken (R) op het moment dat de constructie bezwijkt.
- Er wordt niet meer voldaan aan criterium op het gebied van vlamdichtheid (E) indien een van de volgende situaties optreedt:
  - Aan de niet-verhitte zijde zijn zichtbaar vlammen aanwezig die langer optreden dan 10 seconde.
  - De wattenkussen die voor de niet-verhitte zijde van het proefstuk wordt gehouden in vlam vliegt of gaat gloeien.
  - Er kieren zijn aanwezig waar een cilinder van 6 mm dik over een lengte van meer dan 150 mm inpast. Of als er gaten en kieren ontstaat waar een cilinder met een diameter van 25 mm doorheen past.
- Er wordt niet meer aan het criterium op het gebied van thermische isolatie met betrekking tot warmtestraling (W) voldaan indien de warmtestraling op 1 meter afstand van de niet-verhitte zijde meer dan 15 kW/m² bedraagt.
- Er wordt niet meer aan het criterium op het gebied van thermische isolatie qua temperatuur (I) voldaan, indien de gemiddelde temperatuurstijging aan de niet-verhitte zijde meer dan 140°C bedraagt; en er ergens een lokale temperatuurstijging van meer dan 180°C is gemeten.

Het criterium I is strenger dan criterium W. Hierdoor mag bijvoorbeeld glas dat voldoet aan EI60 ook altijd toegepast worden als er minimaal aan EW60 voldaan moet worden. De brandwerendheid van brandwerende doorvoeringen worden alleen getoetst op criteria EI.

## Relatie met weerstand tegen branddoorslag en brandoverslag
De term brandwerendheid wordt overigens vaak verward met de weerstand tegen branddoorslag en brandoverslag (wbdbo). De wbdbo betreft de eis die het Nederlandse Bouwbesluit stelt aan de tijd voordat een brand doorslaat of overslaat naar een ander brandcompartiment. Branddoorslag is als de brand van een ruimte naar een andere ruimte verspreid via de constructie of binnenlucht. Brandoverslag betreft verspreiding van brand tussen twee ruimten via de buitenlucht.
Brandwerendheid is de constructie-eigenschap waarmee aan de wbdbo-eis kan worden voldaan. NEN 6068 is de norm die de link legt tussen de wbdbo van de mogelijke brandtraject en de brandwerendheid van de constructiedelen die onderdeel vormen van de scheidingsconstructie. De weerstand tegen brandoverslag neemt niet alleen rekening met de brandwerendheid van de constructie, maar ook de afstand tussen twee brandcompartimenten (of van een brandcompartiment richting de perceelgrens). Bij voldoende afstand tussen een gebouw en een ander gebouw (of de perceelgrens) kan de wbdbo behaald worden zonder brandwerende geveldelen. Volgens de NEN 6068 kan een wbdbo van 60 minuten behaald worden met een brandwerende constructie van 30 minuten door de invloed van de afstand op de branduitbreidingstijd.

## Relatie met brandklasse
De term brandwerendheid moet niet verward worden met brandgedrag. Brandgedrag is het materiaalgedrag bij brand. Het brandgedrag geeft aan hoe een product brandt, de mate van rookproductie en of dat er druppelvorming optreedt. Brandwerendheid wordt aangegeven in het aantal minuten, terwijl brandgedrag wordt beschreven met brandklassen en rookklassen. Brandklassen en brandwerendheid staat grotendeels los van elkaar. Zo heeft standaardglas de hoge brandklasse A (onbrandbaar), maar standaardglas is niet brandwerend omdat het snel breekt bij brand.